# Hybozelodes marginatus
Hybozelodes marginatus là một loài ruồi trong họ Asilidae. Hybozelodes marginatus được Osten-Sacken miêu tả năm 1887. Loài này phân bố ở vùng Tân nhiệt đới.